# M100 (galaxie)
Pour les articles homonymes, voir M100.
M100 (NGC 4321) est une vaste galaxie spirale intermédiaire de grand style vue de face. Elle est située dans la constellation de la Chevelure de Bérénice. M100 a été découverte par l'astronome français Pierre Méchain en 1781. Un mois plus tard, le 13 avril, Charles Messier a observé la même galaxie et elle est devenue la 100e entrée de son catalogue. 

## Histoire des observations
Plusieurs autres astronomes ont aussi observé cette galaxie avant le XIXe siècle : William Herschel le 21 mars 1784, John Herschel le 6 mai 1826, William Parsons le 9 mars 1850 et William Lassell le 24 avril 1862.

## Caractéristiques
La classe de luminosité de NGC 4321 est II-III et elle présente une large raie HI. Elle renferme également des régions d'hydrogène ionisé. M100 est aussi une galaxie LINER, c'est-à-dire une galaxie dont le noyau présente un spectre d'émission caractérisé par de larges raies d'atomes faiblement ionisés. M100 (NGC 4321) faisait partie des galaxies étudiées lors du relevé de l'hydrogène neutre de l'amas de la Vierge par le Very Large Array. Les résultats de cette étude sont sur cette page du site du VLA.

### Distance
Sa vitesse par rapport au fond diffus cosmologique est de 1 896 ± 23 km/s, ce qui correspond à une distance de Hubble de 28,0 ± 2,0 Mpc (∼91,3 millions d'al). Cette valeur ne correspond toutefois pas à la distance de M100.
Soixante neuf mesures non basées sur le décalage vers le rouge (redshift) donnent une distance de 16,117 ± 3,032 Mpc (∼52,6 millions d'al), ce qui est à l'extérieur des distances calculées en employant la valeur du décalage. Cette galaxie, comme plusieurs de l'amas de la Vierge, est relativement rapprochée du Groupe local et on obtient souvent une distance de Hubble très différente. en raison de leur mouvement propre dans le groupe où l'amas où elles sont situées. Notons que c'est avec la valeur moyenne des mesures indépendantes, lorsqu'elles existent, que la base de données NASA/IPAC calcule le diamètre d'une galaxie.
Cependant, grâce à la présence de plusieurs céphéides dans cette galaxie et à l'utilisation du télescope spatial Hubble, on a pu déterminer une valeur plus précise de sa distance. D'abord estimée à 17,1 ± 1,8 Mpc (∼55,8 millions d'al) en 1994,, cette distance a été réévaluée grâce à des observations de céphéides dans le Grand Nuage de Magellan et dans trois autres galaxies par le télescope spatial Hubble. Ces observations ont permis une re-calibration de la méthode. Cette distance est maintenant estimée à 20,4 ± 1,7 Mpc (∼66,5 millions d'al).

### Galaxie active
Selon la base de données Simbad, M100 est aussi une galaxie à noyau actif.

### Luminosité dans l'infrarouge
La luminosité de la galaxie M100 dans l'infrarouge lointain (de 40 à 400 µm)  est égale à 1,91 × 1010 {\displaystyle L_{\odot }} (1010,28{\displaystyle L_{\odot }}) et sa luminosité totale dans l'infrarouge (de 8 à 1 000 µm) est de 2,45 × 1010 {\displaystyle L_{\odot }} (1010,39{\displaystyle L_{\odot }}).

## Amas de la Vierge
M100 fait partie du groupe de M87. M87 et M100 font partie l'amas de la Vierge et ils comptent parmi les membres importants de cet amas. Ses bras très nettement définis sont peuplés de jeunes étoiles bleues nées des interactions de la galaxie avec ses voisines.

## Observation
La galaxie a une magnitude assez faible de 9,4 et elle est donc impossible à observer avec des jumelles. Une lunette astronomique permet cependant d'en observer le noyau sous l'apparence d'une tache floue. Un télescope d'au moins 200 mm de diamètre est requis pour observer les régions périphériques du noyau sous la forme d'un halo pâle. Un télescope de 400 mm est nécessaire pour distinguer les bras spiraux.
Les bras spiraux de M100 peuvent cependant être discernés plus facilement grâce à une photographie à longue pose sur un télescope de 200 mm.

## Morphologie
NGC 4321 a été utilisée par Gérard de Vaucouleurs comme une galaxie de type morphologique SAB(s)bc dans son atlas des galaxies,.

### Un disque entourant le noyau
Grâce aux observations du télescope spatial Hubble, on a détecté un disque de formation d'étoiles autour du noyau de M100 (NGC 4321). La taille de son demi-grand axe est égale à 870 pc (~2840 années-lumière).

## Trou noir supermassif
Selon une étude publiée en 2009 et basée sur la vitesse interne de la galaxie mesurée par le télescope spatial Hubble, la masse du trou noir supermassif au centre de M100 serait comprise entre 3,4 et 7,4 millions de {\displaystyle M_{\odot }}.

## Supernova
Cinq supernovas ont été découvertes dans M100 : SN 1901B, SN 1914A, SN 1959E, SN 1979C et SN 2006X.

### SN 1901B
Cette supernova a été découverte le 17 mars 1901 par l'astronome américain Heber Doust Curtis. Le type de cette supernova n'a pas été déterminé.

### SN 1914A
Cette supernova a aussi été découverte par Curtis, le 2 mars 1914. Le type de cette supernova n'a pas été déterminé.

### SN 1959E
Cette supernova a été découverte le 21 février 1960 par l'astronome américain Milton Lasell Humason. Le type de cette supernova n'a pas été déterminé.

### SN 1979C
Cette supernova a été découverte par Gus E. Johnson le 19 avril 1979. Le type de cette supernova n'a pas été déterminé.

### SN 2006X
La supernova SN 2006X a été découverte le 7 février 2006 par Shoji Suzuki et M. Migliardi, des membres de l'association CROSS de l'association astronomique de Cortina. Cette supernova était de type Ia.

## Groupe de M87, de M60 et l'amas de la Vierge
Selon A.M. Garcia, M100 (NGC 4321) est membre du groupe de M87 (NGC 4486). Ce groupe de galaxies comprend au moins 96 membres, dont 53 apparaissent au New General Catalogue et 17 à l'Index Catalogue.
D'autre part, la plupart des galaxies du New General Catalogue, dont M100, et seulement quatre de l'Index Catalogue du groupe de M87 apparaissent  dans une liste de 227 galaxies d'un article publié par Abraham Mahtessian en 1998. Cette liste comporte plus de 200 galaxies du New General Catalogue et une quinzaine de galaxies de l'Index Catalogue. On retrouve dans cette liste 11 galaxies du Catalogue de Messier, soit M49, M58, M60, M61, M84, M85, M87, M88, M91, M99 et M100.
Toutes les galaxies de la liste de Mahtessian ne constituent pas réellement un groupe de galaxies. Ce sont plutôt plusieurs groupes de galaxies qui font tous partie d'un amas galactique, l'amas de la Vierge. Pour éviter la confusion avec l'amas de la Vierge, on peut donner le nom de groupe de M60 à cet ensemble de galaxies, car c'est l'une des plus brillantes de la liste. L'amas de la Vierge est en effet beaucoup plus vaste et compterait environ 1300 galaxies, et possiblement plus de 2000, situées au cœur du superamas de la Vierge, dont fait partie le Groupe local,.
De nombreuses galaxies de la liste de Mahtessian se retrouvent dans onze groupes décrits dans l'article d'A.M. Garcia, soit le groupe de NGC 4123 (7 galaxies), le groupe de NGC 4261 (13 galaxies), le groupe de NGC 4235 (29 galaxies), le groupe de M88 (13 galaxies, M88 = NGC 4501), le groupe de NGC 4461 (9 galaxies), le groupe de M61 (32 galaxies, M61 = NGC 4303), le groupe de NGC 4442 (13 galaxies), le groupe de M87 (96 galaxies, M87 = NGC 4486), le groupe de M49 (127 galaxies, M49 = NGC 4472), le groupe de NGC 4535 (14 galaxies) et le groupe de NGC 4753 (15 galaxies). Ces onze groupes font partie de l'amas de la Vierge et ils renferment 396 galaxies. Certaines galaxies de la liste de Mahtessian ne figurent cependant dans aucun des groupes de Garcia et vice versa.

## Galerie

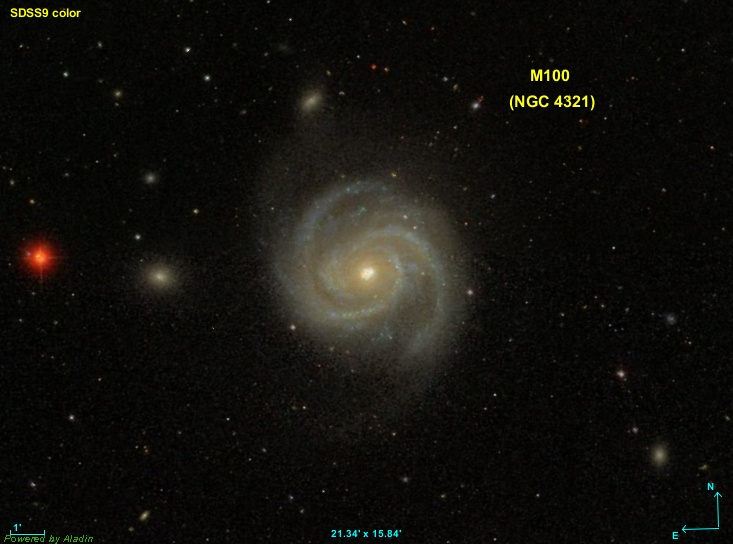
M100 par le Sloan Digital Sky Survey.
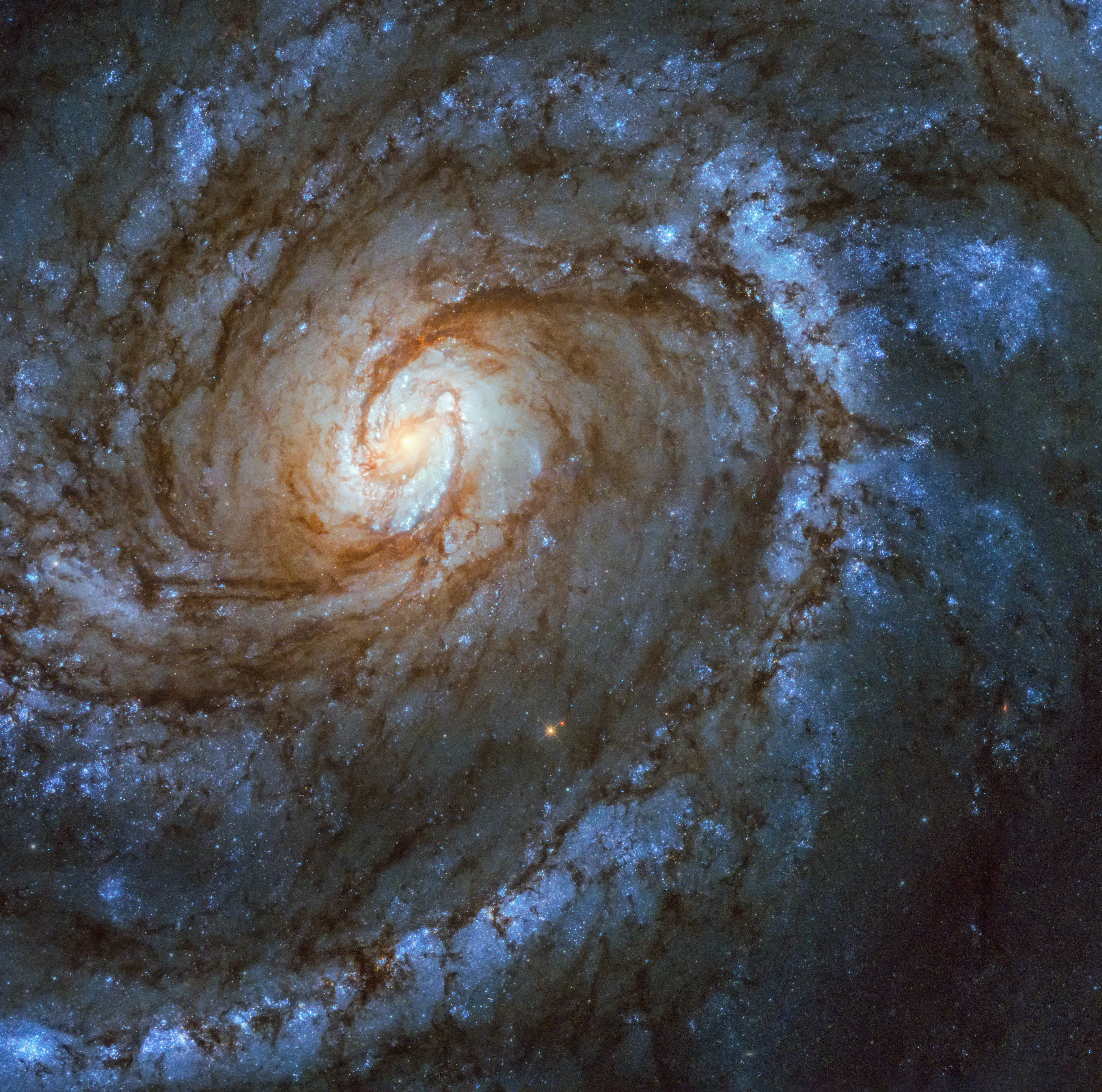
Gros plan sur le centre de M100 par le télescope spatial Hubble.
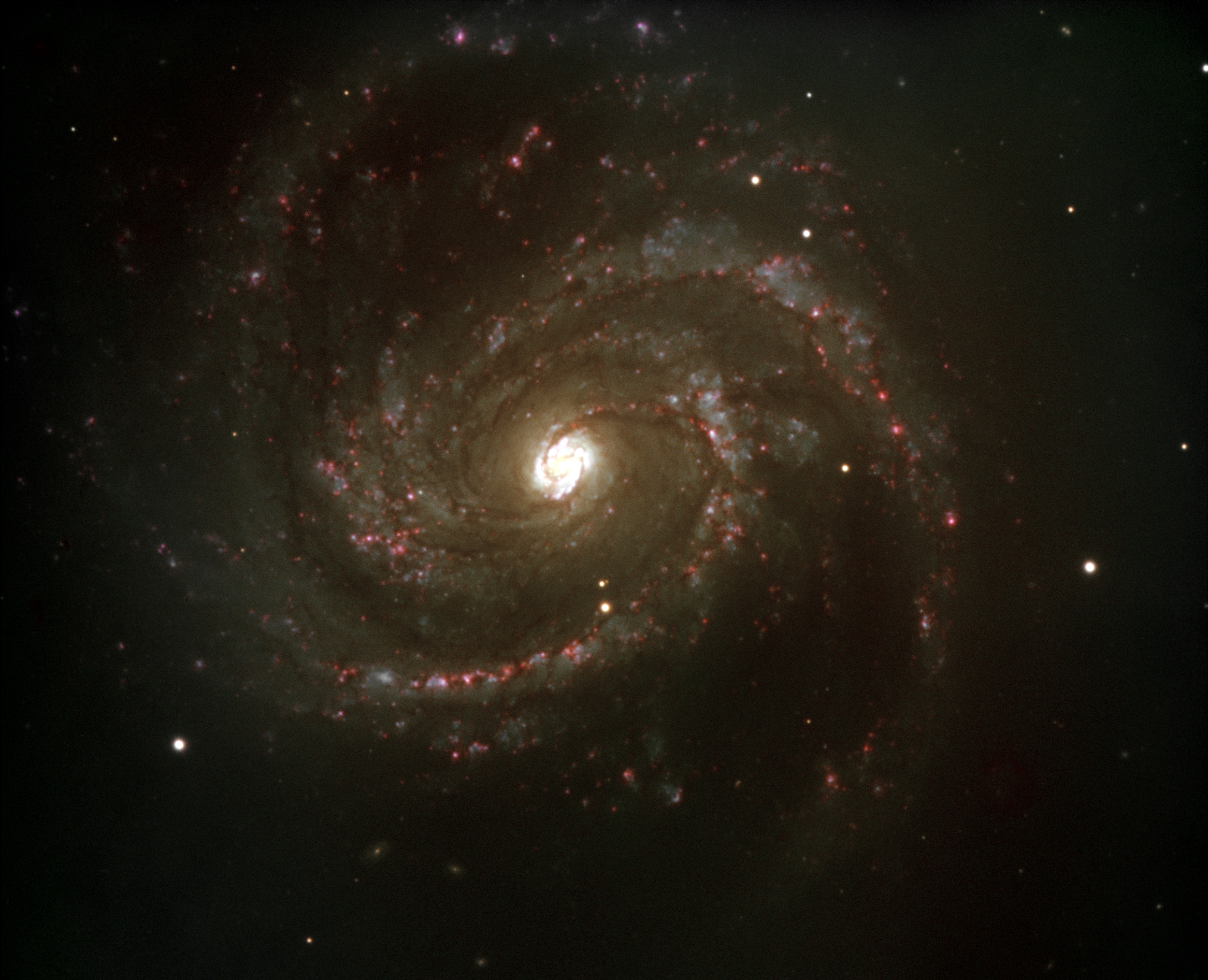
M100 (Observatoire européen austral).
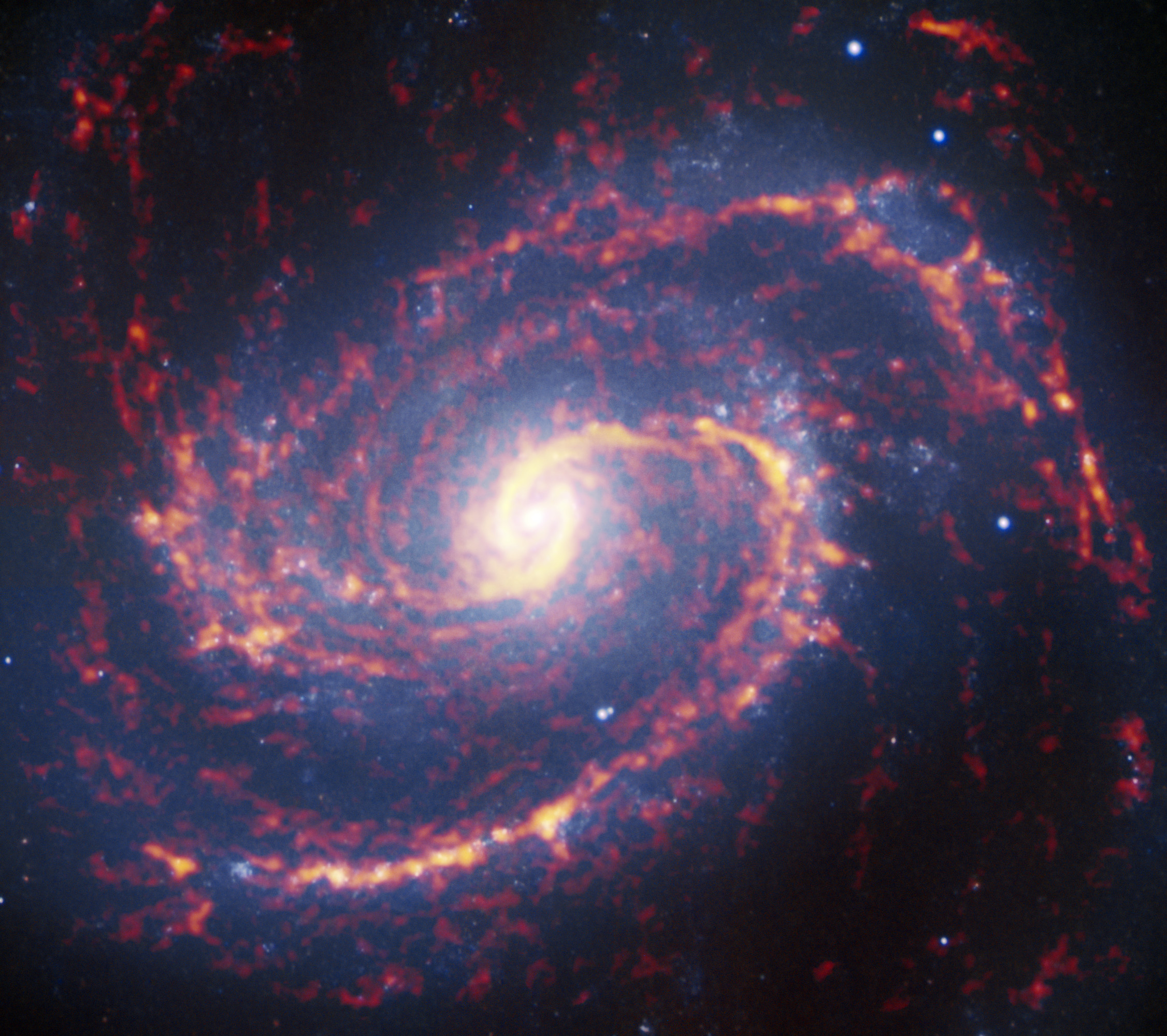
Image composite de M100 dans le domaine de l'infrarouge par le Very Large Telescope et dans le domaine des ondes radio par le réseau de radiotélescopes ALMA.
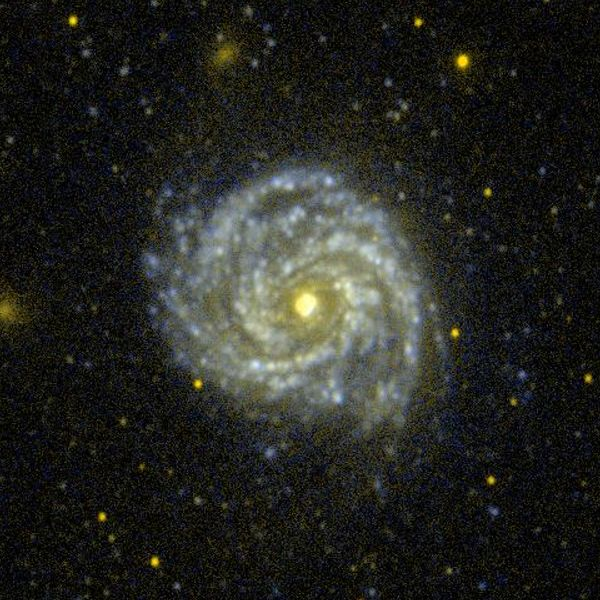
M100 en ultraviolet par le télescope spatial GALEX.